# Loreta Asanavičiūtė
Loreta Asanavičiūtė (Brentwood, 22 aprile 1967 – Vilnius, 13 gennaio 1991) è stata un'attivista lituana.

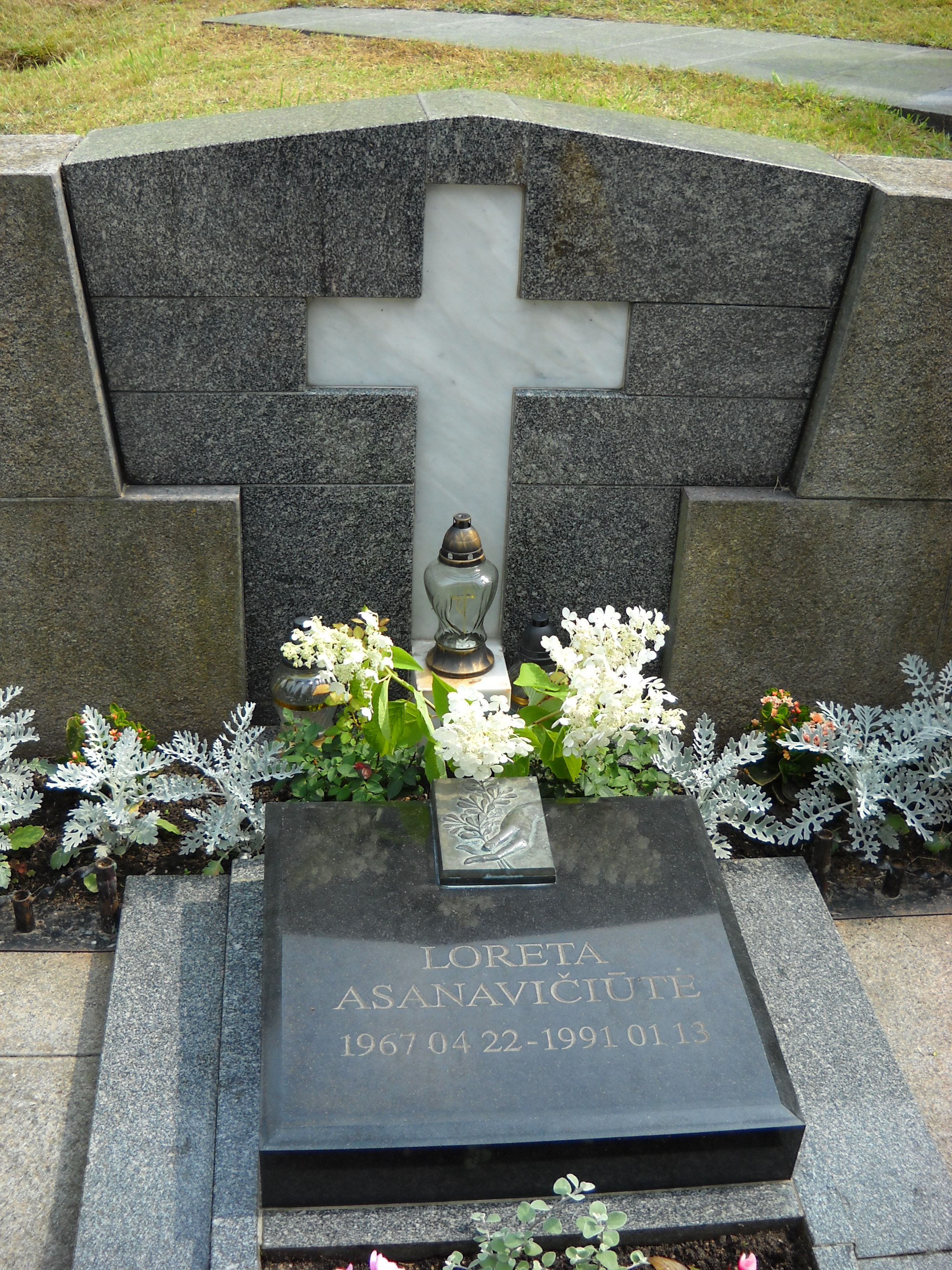
La tomba di Loreta Asanavičiūtė nel cimitero di Antakalnis

Fu una delle quattordici vittime (quella diventata più nota e l'unica donna) dei sanguinosi eventi di gennaio che ebbero luogo in Lituania dall'11 al 13 gennaio 1991, quando le truppe sovietiche entrarono nei territori delle ex repubbliche socialiste sovietiche baltiche (RRS Lituana, RSS Lettone e RSS Estone) per riprenderne il controllo, dopo che l'anno precedente si erano proclamate indipendenti.
La Lituania era stata la prima di questi territori a dichiarare l'indipendenza dall'Unione Sovietica, l'11 marzo 1990. Gli scontri più pesanti degli eventi di gennaio si svolsero nella capitale Vilnius.

## Biografia
Loreta Asanavičiūtė nacque a Vilnius il 22 aprile 1967, terzogenita di Stasė Vagonytė e Stepas Asanavičiai. All'età di quindici anni, per aiutare la sua famiglia, trovò impiego come sarta di vestiti per bambini in una fabbrica di cucito e dal 1983 fino alla sua morte, nel 1991, lavorò come magliaia nel kombinat Dovana. Nel 1990 si diplomò in ragioneria frequentando i corsi serali.

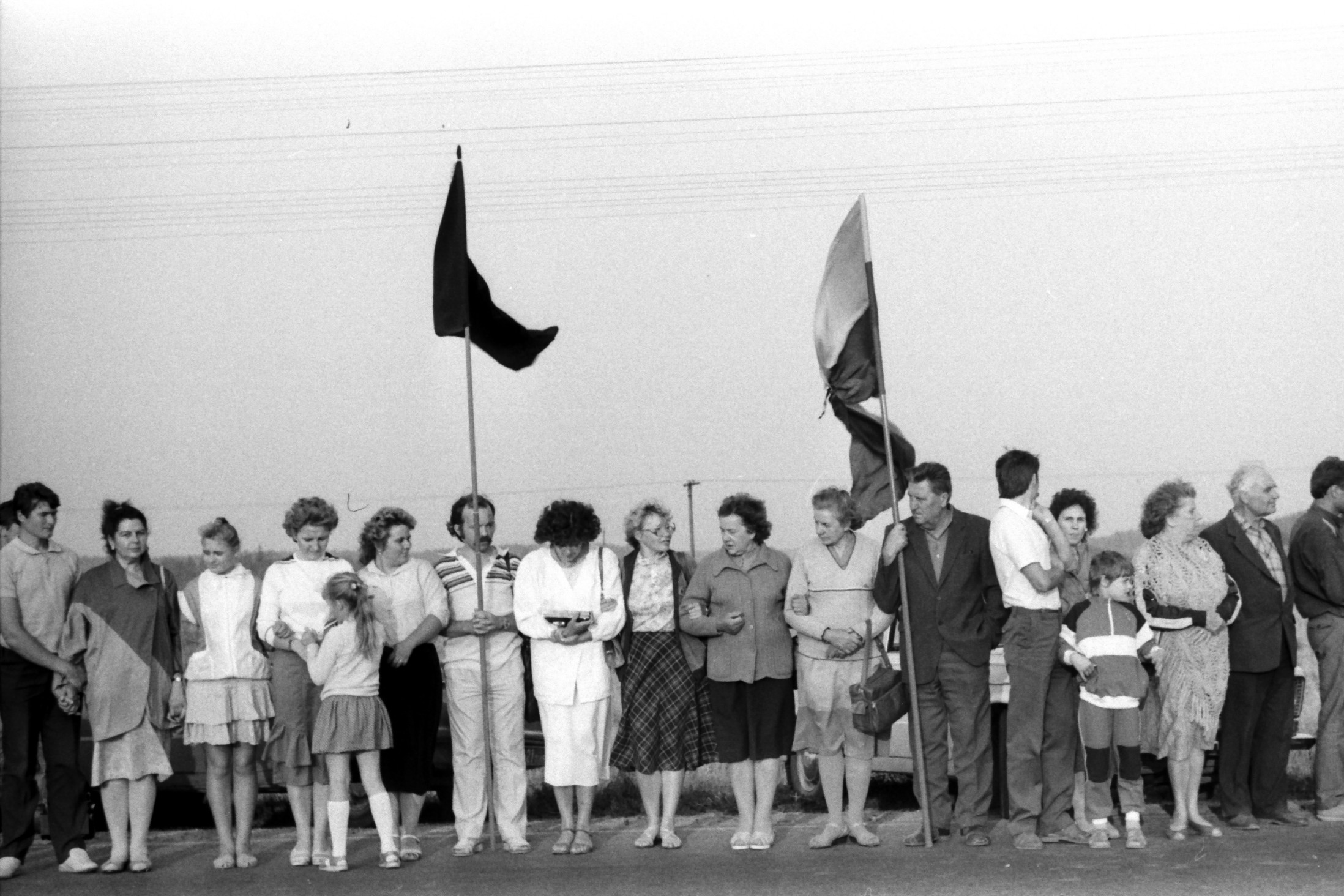
Partecipanti alla Catena baltica in Lituania, 23 agosto 1989

Faceva parte di diversi gruppi di musica popolare e negli anni cruciali delle proteste, dal 1988 al 1990, era attiva nel movimento di riforma Sąjūdis che sosteneva l'indipendenza del paese. Il 23 agosto 1989 partecipò a quel grande evento popolare di protesta, la catena baltica, durante la quale circa due milioni di persone, estoni, lettoni e lituani, si tennero per mano lungo seicento chilometri della via Baltica, da Vilnius a Tallin, per chiedere l'indipendenza dall'Unione Sovietica.
L'11 gennaio 1991 le unità OMON sovietiche tentarono di prendere il potere in Lituania con la forza, attaccando la torre della televisione di Vilnius. Loreta la notte tra il 12 al 13 gennaio, denominata in seguito dai lituani "domenica di sangue", era di guardia alla torre con un'amica; verso le 23 telefonò alla madre per avvisarla che sarebbe tornata a casa, ma poco dopo venne travolta da un carrarmato, rimanendo gravemente ferita.
Trasportata all'ospedale della Croce Rossa, tenne una conversazione con un medico che venne registrata da una troupe televisiva. 
Le sue ultime parole prima di morire sono state quelle con cui chiedeva al medico se avrebbe ancora potuto sposarsi e ballare alle proprie nozze; trasmesse a più riprese dalla TV lituana, si racconta che avrebbero contribuito a indurre la popolazione indignata, già attiva nelle proteste, a sollevarsi in massa. Il giorno dopo circa 100.000 persone circondarono il parlamento e costruirono barricate anticarro, costringendo le forze sovietiche a ritirarsi.

## Onorificenze
Come le altre vittime del 13 gennaio 1991, Loreta Asanavičiūtė è stata sepolta in una tomba onoraria nel cimitero di Antakalnis a Vilnius. Il 15 gennaio 1991 è stata insignita postuma dell'Ordine della Croce di Vytis per aver dimostrato un coraggio eroico nella difesa della libertà e dell'indipendenza della Repubblica di Lituania.
Nel 1992, sul luogo della sua morte, vicino alla Torre della televisione di Vilnius è stato eretto un monumento e poste alcune targhe commemorative nelle scuole in cui studiò.
Nel 1996 è stata intitolata a suo nome una delle strade del quartiere Karoliniškii di Vilnius.
Nel 2009 la società di produzione cinematografica e televisiva tedesca LE Vision, in collaborazione con la radio e la televisione lituana ha realizzato un documentario su Loreta Asanavičiūtė intitolato Mergaitė ir tankai (Ragazze e carriarmati).
Nel 2019 la televisione lituana ha prodotto un documentario su di lei intitolato Neužmiršti (Non dimenticare).